# ごちめし
「ごちめし」とは本社：福岡市、代表取締役：今井了介  のGigi株式会社が運営する、スマホを使って自分または他人の食事料金などを先払いするサービス及びそのアプリ。2019年10月31日、正式にサービスを開始。
北海道帯広市の飲食店「結」の行っていたサービス「ゴチメシ」を元にしている。今井と取締役の杉山隆志が店に現れ、許可を取ったとしている。

## 特徴・システム
商品の税込みの代金に手数料10%がかかる。
商品を食べる者（自分自身を含む）を指定したり、誰でも食べられるようにすること、メニューの商品ではなく金額で先払いすることが可能。
新型コロナウイルス感染拡大に伴い、料金の先払いをうたう「さきめし」と称するサービスも始めた。同サービスについて、飲食店が倒産した場合のリスクが懸念されている。兵庫県尼崎市では市議会の公明党会派の働きかけにより「尼のさきめし」として事業化された。

## こども食堂
「こども食堂」と称して、ごちめしも活用した飲食の提供支援を行った。
福岡市の親不孝通り商店会では「親不孝通りこども食堂」プロジェクトで提供した1,000食のうち、500食をごちめしアプリから提供した。
取締役杉山隆志が地域おこし協力隊員を務める佐賀県みやき町はGigiと連携し、町内6軒の飲食店で高校生までの子供に600円相当の専用メニューを提供する取り組みを実施した。店舗には直接寄付できる募金箱も設置されたが、アプリと募金箱への寄付の割合は明かされていない。